# Guardia del Pueblo
La Guardia del Pueblo es un comando que depende de la Guardia Nacional Bolivariana, cuya función principal es la articulación social en cada uno de los estados de Venezuela bajo órdenes de la Fuerza Armada Nacional Bolivariana (FANB).

## Historia

### Antecedentes
La Guardia del Pueblo surge en el marco del Dispositivo Bicentenario de Seguridad (DIBISE), para el desarrollo de actividades preventivas articuladas con las comunidades e ideado por el entonces Teniente Coronel Dulcey Parada Marlon Josué.
Es por lo cual la Guardia del Pueblo fue creada por el presidente Hugo Chávez, el 8 de noviembre de 2011, mediante la  Resolución Presidencial N.º 020271, se hizo efectivo en un acto celebrado en la Plaza Diego Ibarra, en el centro de la ciudad de Caracas.

## Comandantes de la Guardia del Pueblo
Desde la creación hasta la fecha han sido comandantes de la Guardia del Pueblo:
| N.º | Grado               | Apellidos y Nombres               | Periodo como comandante                                        | Destino                                                                |
| --- | ------------------- | --------------------------------- | -------------------------------------------------------------- | ---------------------------------------------------------------------- |
| 1   | General de División | Vivas Landino Miguel Alcides.     | Desde el 8 de noviembre de 2011 Hasta el 27 de octubre de 2012 | PASÓ A RETIRO                                                          |
| 2   | General de División | Rivero Marcano Sergio             | Desde el 27 de octubre de 2012 Hasta el 2013                   | DESIGNADO DIRECTOR OPERACIONES DE LA GNB                               |
| 3   | General de División | Goncalvez Mendoza José Dionisio   | Desde 2013 Hasta el 2015                                       | COMANDANTE DE UN COMANDO DE ZONA                                       |
| 4   | General de División | Montilla Montilla Henry Ramón     | Desde 2015 Hasta el 20 de agosto de 2016                       | EN SERVICIO EN EL MPPD                                                 |
| 5   | General de División | Galban Méndez Nerio Enrique       | Desde el 20 de agosto de 2016 Hasta el 7 de octubre de 2017    | DESIGNADO RECTOR DE LA UNEFA                                           |
| 6   | General de División | Grillo González Juan Pedro        | Desde el 7 de octubre de 2017 Hasta el 14 de enero de 2018.    | ONA                                                                    |
| 7   | General de División | Dulcey Parada Marlon Josué        | Desde el 14 de enero de 2018. Hasta el 6 de agosto de 2021     | Oficial general agregado a la Comandancia General                      |
| 8   | General de División | Danny Ramón Ferrer Sandrea        | Desde el 6 de agosto de 2021 Hasta el 28 de agosto de 2022     | Ascendido a Mayor General y Viceministro de servicios para la Defensa. |
| 9   | General de División | Lockiby Belmonte Nayade Solovenly | Desde el 28 de agosto de 2022                                  | Ascendido a Mayor General. Autoridad única de Cumanacoa                |

## Función
La Guardia del Pueblo tiene como función principal la articulación social, aunque fue creado para tareas preventivas en donde el guardia a ejemplo del sargento del pueblo, que ayudaba en todas las necesidades del poblado donde ejercía su trabajo, debe velar por el debido funcionamiento de los servicios básicos y colabora con la seguridad de los ciudadanos, de tal manera que se comprometa con el desarrollo y bienestar social de todos y cada uno de los ciudadanos.

## Sede
La Guardia del Pueblo tiene una sede principal llamada Comando Nacional de la Guardia del Pueblo, ubicada en el Sector Maripérez de la ciudad de Caracas y también tiene sedes en cada capital de los estados de Venezuela, llamadas "Unidad de Articulación Social
".

## Cadena de mando y organización
| Comandante en Jefe                                    |
| ----------------------------------------------------- |
| Presidente Nicolás Maduro Moros                       |
| Ministro del Poder Popular para la Defensa            |
| G/J Vladimir Padrino López                            |
| Comandante general de la Guardia Nacional Bolivariana |
| M/G Elio Ramón Estrada Paredes                        |
| Comandante Nacional de la Guardia del Pueblo          |
| G/D Erasmo Eduardo Ramos Iriza                        |
| Segundo Comandante Nacional de la Guardia del Pueblo  |
|                                                       |
| Comandantes de Regimientos                            |
| Coroneles                                             |
| Comandantes de Unidades de Articulación Social        |
| Tenientes Coroneles o Mayores                         |

## Unidades de Articulación Social
Las Unidades de Articulación Social de la Guardia del Pueblo se organizan por cada Estado del país.
| Unidad de Articulación Social | Sede de la UAS         | UAS | Área (km²) |
| ----------------------------- | ---------------------- | --- | ---------- |
| Amazonas                      | Puerto Ayacucho        |     | 177617     |
| Anzoátegui                    | Barcelona              |     | 43300      |
| Apure                         | San Fernando de Apure  |     | 76500      |
| Aragua                        | Maracay                |     | 7014       |
| Barinas                       | Barinas                |     | 35200      |
| Bolívar                       | Ciudad Bolívar         |     | 240528     |
| Carabobo                      | Valencia               |     | 4650       |
| Cojedes                       | San Carlos             |     | 14800      |
| Delta Amacuro                 | Tucupita               |     | 40200      |
| Distrito Capital              | Caracas                | 03  | 433        |
| Falcón                        | Coro                   | 03  | 24800      |
| Guárico                       | San Juan de los Morros | 03  | 66400      |
| Lara                          | Barquisimeto           | 04  | 19800      |
| Mérida                        | Mérida                 |     | 11300      |
| Miranda                       | Los Teques             |     | 7950       |
| Monagas                       | Maturín                |     | 28900      |
| Nueva Esparta                 | La Asunción            |     | 1150       |
| Portuguesa                    | Guanare                |     | 15200      |
| Sucre                         | Cumaná                 |     | 11800      |
| Táchira                       | San Cristóbal          |     | 11100      |
| Trujillo                      | Trujillo               |     | 7400       |
| Vargas                        | La Guaira              |     | 1497       |
| Yaracuy                       | San Felipe             |     | 7100       |
| Zulia                         | Maracaibo              |     | 63100      |